# FC Hellas Kagran
Der FC Hellas Kagran ist ein Fußballverein aus Kagran im 22. Wiener Gemeindebezirk Donaustadt. Die Herrenabteilung wurde im Juni 1926 gegründet und am 9. Februar 1935 wiedergegründet. Der Verein übernahm im Herbst 1997 die Frauenfußballabteilung des First Vienna FC. Die Frauenmannschaft spielte von 1999 bis 2004 in der Frauen-Bundesliga, der höchsten Spielklasse im österreichischen Frauenfußball. Die der Herren spielen in der Saison 2023/2024 in der Wiener Stadtliga.

## Geschichte des Vereines
Der Verein FC Hellas-Kagran wurde im Juni 1926 von griechischsprachigen Wienern im 22. Wiener Gemeindebezirk Donaustadt gegründet. Hellas bedeutet Griechenland.

## Männerfußball
FC Hellas Kagran spielte in seiner Anfangszeit in den unteren Wiener Spielklassen. 1953 bekam der Verein einen Sportplatz in der Natorpgasse 2 im damaligen 21. Wiener Gemeindebezirk Floridsdorf, in dem ein kleiner Teil von Kagran lag. Im Lauf der Jahre hatte der Verein mehrere Namen: FC Montagebau (ab Herbst 1968) Ekos Möbel Kagran (ab Herbst 1974), Hellas Amateure 22 (ab Frühjahr 1976) und wurde wieder in FC Hellas-Kagran (Herbst 1990) wieder zum ursprünglichen Namen rückbenannt. 1986 schafften die Donaustädter den Aufstieg in die Wiener Liga und stiegen ein Jahr später wieder ab. Neun Jahre später, 1995, schafften die Griechen wieder den Aufstieg in die Wiener Liga und wurden Herbstmeister und stiegen 1999 wieder in die Oberliga B ab. 1999 wird der Sportplatz auf einen zweiten Rasenplatz erweitert und der Verein benannte sich in FC Fifty Hellas-Kagran um. 2002 stiegen die Kagraner in die Wiener Stadtliga auf und wurden in der Saison 2002/03 Zwölfter. Unter dem Namen FCH Ströck Brot Kagran belegte der Verein in der Saison 2003/04 den 14. Platz. Ein Jahr später stieg der Verein, wieder in FC Hellas Kagran umbenannt, in die Oberliga B ab. 2011 gewannen die Kagraner den Wiener Fußballcup gegen den Post SV Wien mit 2:0 und waren Wiener Pokalsieger. 2015 schafften die Donaustädter den Aufstieg in die 2. Landesliga. In der Saison 2022/2023 gelang Hellas der Meistertitel in der 2. Landesliga und damit der Aufstieg in die Wiener Stadtliga.

## Frauenfußball
Die Frauenmannschaft von First Vienna FC, die in der 2. Division Ost spielte, wurde zu Saisonbeginn 1997 übernommen und das Team wurde Vizemeister der zweiten Spielklasse. Im nächsten Jahr wurde das Frauenteam hinter SC Brunn am Gebirge und DFC Obersdorf Dritte. Da die Oberstdorfer ihr Frauenteam auflösten und auf den Aufstieg in die Frauen-Bundesliga verzichteten, stiegen die Kagranerinnen auf. Im ersten Jahr in der Bundesliga belegte das Team den achten und letzten Platz, blieb aber in der Bundesliga, da es in der Saison 1999/2000 keinen Absteiger wegen der Teilnehmeranzahl gab. Die Platzierungen der nächsten Jahre waren 7. (2000/01), 9. (2001/02) und 8. (2002/03). In der Saison 2003/04 blieb den Donaustädterinnen nur der zehnte und letzte Platz und sie stiegen in die Wiener Liga ab. In der Saison 2011/12 spielte das Team in der Frauen 1. Klasse A, belegte den achten und letzten Platz. Das Frauenteam des FC Hellas Kagran wurde aufgelöst und die Spielerinnen gingen 2014 zu verschiedenen Vereinen, wie SC WU Studierende, 1. SC Intersport Eybl Großfeld und anderen.
Titel und Erfolge
- 3. Platz der 2. Division Ost: 1999

## Kontroversen
Im Jahr 2009 wurden Vorwürfe laut, denen zufolge der Präsident Martin Graf Spielerinnen aus politischen Gründen ausgeschlossen haben soll. Zudem sollen im Vorstand des Vereins vor allem FPÖ-nahe Personen eingesetzt sein. Begründet wurde dies von seinem damaligen stellvertretender Büroleiter, der zugleich Obmann des Vereins ist, damit, dass es andere Vereine gebe, „die gänzlich rot oder schwarz“ seien.